# Necrotassi

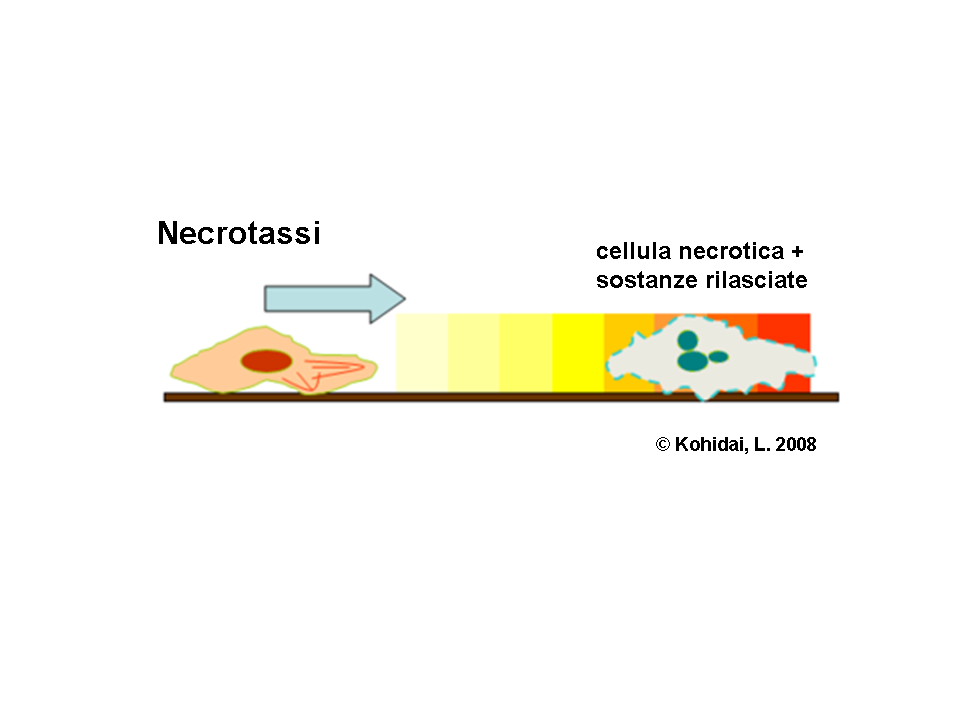
Necrotassi: la cellula si muove in direzione delle sostanze rilasciate da una cellula necrotica.

La necrotassi rappresenta un tipo speciale di chemiotassi in cui le molecole chemioattrattanti sono rilasciate da cellule necrotiche o apoptotiche.
Ricerche sulla necrotassi hanno dimostrato che la capacità di sentire sostanze rilasciate da cellule che stanno morendo è presente sia a livello unicellulare (ad esempio in Paramecium) sia in vertebrati (vedi l'interazione dei leucociti con i corpi di cellule morte). La composizione delle sostanze che inducono la necrotassi è piuttosto complessa, alcune di loro sono tuttora sconosciute. Comunque, a seconda del carattere chimico delle molecole rilasciate, la necrotassi può accumulare o respingere le cellule e questa osservazione sottolinea il significato patofisiologico del fenomeno.
Tipici esperimenti sulla necrotassi trattano del modo speciale di uccidere le cellule bersaglio. A questo scopo è usata frequentemente l'irradiazione laser. Sono anche disponibili parecchi modelli matematici per descrivere le caratteristiche speciali locomotorie di questa risposta migratoria delle cellule.